# 1. FC Nürnberg
1. Fußball-Club Nürnberg Verein für Leibesübungen e. V., thường được gọi là 1. FC Nürnberg (phát âm tiếng Đức: [ɛfˌtseː ˈnʏʁnbɛʁk] hoặc đơn giản là Nürnberg, là một đội bóng nổi tiếng của Đức có trụ sở ở Nürnberg, Bayern. Câu lạc bộ được thành lập vào ngày 4 tháng 5 năm 1900 bởi một nhóm gồm 18 người trẻ tuổi ở một câu lạc bộ địa phương có tên là "Burenhütte" có sở thích chơi bóng đá hơn là rugby, một môn thể thao mới của Anh Quốc trở nên phổ biến vào lúc đó. Ngày nay câu lạc bộ bao gồm các môn thể thao là đấm bốc, bóng ném, hockey, trượt ván, trượt tuyết, bơi lội, trượt băng và tennis. Họ trở lại chơi ở Bundesliga sau khi thắng trận play-off để tranh suất lên hạng vào năm 2009. Đội hiện đang thi đấu ở 2. Bundesliga.
Đối thủ truyền kiếp của đội bóng là Bayern Munich, được gọi là Derby vùng Baravia.

## Danh hiệu
Nurnberg nắm giữ danh hiệu là Đội bóng vô địch Đức nhiều lần nhất trong hơn 60 năm (cùng chia sẻ danh hiệu này với Schalke 04) trước khi bị lật đổ bởi Bayern München vào năm 1987.
Các đội bóng Đức thể hiện số lần vô địch của họ bằng việc in số ngôi sao lên áo - 1 sao cho 3 lần vô địch, 2 sao cho 5 lần và 3 sao cho 10 lần. Tuy nhiên, điều đó chỉ được công nhận vào năm 1963 khi Bundesliga chính thức ra đời. Vì vậy nên dù vô địch 9 lần nhưng Nurnberg - đội bóng vô địch nhiều thứ nhì nước Đức - không có bất cứ một ngôi sao nào trên áo.

### Quốc gia
- Giải vô địch bóng đá quốc gia Đức/Bundesliga
  - Vô địch: 1920, 1921, 1924, 1925, 1927, 1936, 1948, 1961, 1968 (9 lần)
  - Về nhì: 1922, 1934, 1937, 1962
- Cúp bóng đá Đức
  - Vô địch: 1935, 1939, 1962, 2007
  - Về nhì: 1940, 1982
- Giải vô địch Tây Đức
  -  Vô địch: 1916, 1918, 1920, 1921, 1924, 1927, 1929
- Cúp quốc gia Tây Đức
  - Vô địch: 1919, 1924
- Vô địch bang Bavaria: 1907
- Ostkreis-Liga
  - Vô địch: 1916, 1918
- Kreisliga Nordbayern
  - Vô địch: 1920, 1921
- Bezirksliga Bayern
  - Vô địch: 1924, 1925, 1927
- Bezirksliga Nordbayern
  - Vô địch: 1929, 1932, 1933
- Gauliga Bayern 
  - Vô địch: 1934, 1936, 1937, 1938, 1940
- Gauliga Bayern (nord)
  - Vô địch: 1943, 1944
- Oberliga Süd
  - Vô địch: 1947, 1948, 1951, 1957, 1961, 1962
- Regionalliga Süd (II)
  - Vô địch: 1971
- 2. Bundesliga Süd (II)
  - Vô địch: 1980
- Giải hạng nhì nước Đức (II)
  - Vô địch: 1985, 2001, 2004

### Giải trẻ
- Giải U-19 Đức
  - Vô địch: 1974
  - Về nhì: 1979, 1986, 1989
- Giải U-17 Đức
  - Về nhì: 1987
- Cúp quốc gia Đức lứa tuổi U-19
  - Vô địch: 1987, 1988, 1993
- Cúp quốc gia Tây Đức lứa tuổi U19
  - Vô địch: 1956, 1958, 1960, 1964, 1965, 1971
- Giải vô địch U-19 bang Bavaria
  - Vô địch: 1946, 1956, 1958, 1960–62, 1964, 1965, 1967–71, 1974–77, 1979, 1980, 1984, 1986, 1989, 1999, 2002, 2009
  - Về nhì: 1950, 1959, 1963, 1972, 1973, 1978, 1981–83, 1985, 1987, 1988, 1990–94, 1996, 2000, 2008
- Giải vô địch U-17 Đức
  - Vô địch: 1977, 1982, 1987, 1990–92, 1996, 1999
  - Về nhì: 1975, 1980, 1983, 1986, 1988, 1989, 1993, 2000
- Giải vô địch U-15 bang Bavaria
  - Vô địch: 1976, 1981, 1983, 1984, 1986, 1988, 1989, 1992, 1993, 2001, 2002, 2005, 2006, 2008
  - Về nhì: 1980, 1982, 1987, 1995, 1996, 1999, 2000, 2007, 2009

## Đối thủ
Câu lạc bộ SpVgg Greuther Fürth từ lâu đã là đối thủ lớn nhất và lâu đời nhất của 1. FCN, từ những ngày đầu bóng đá Đức ra đời, khi đó, 2 đội bóng này thường tranh nhau ngôi vô địch. Cả hai câu lạc bộ đều chơi ở giải hạng hai Bundesliga ở mùa giải 2008-09.
Ở bang Bavaria, trận đấu gặp FC Bayern München là sự kiện lớn nhất của năm, cả hai đội bóng hiện đều là những đội thành công nhất ở Đức.

## Sân vận động

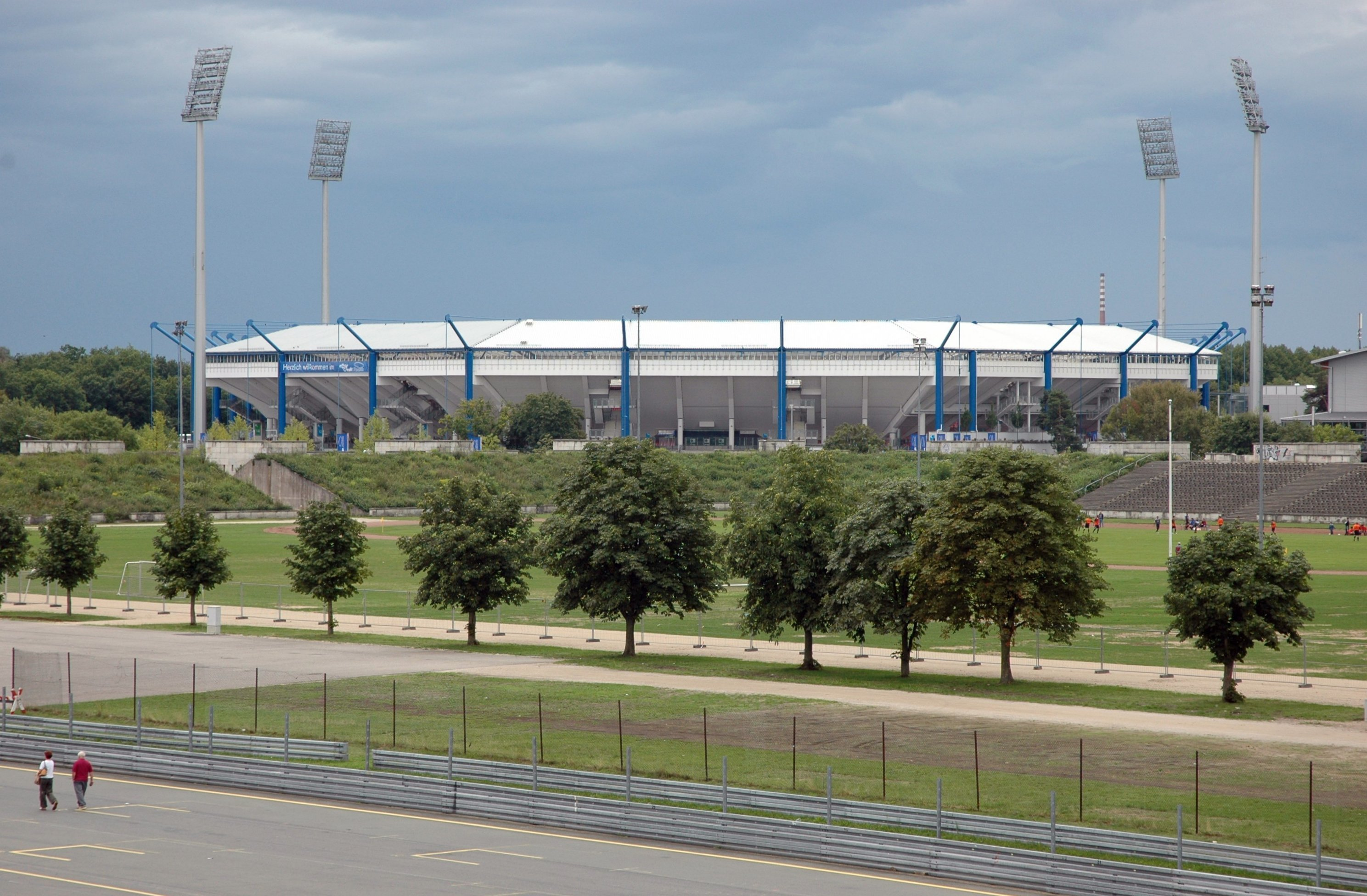
Sân Frankenstadion vào tháng 8 năm 2006

Sân nhà của Nurnberg là sân Frankenstadion (trước đây tên là Städtisches Stadion nhưng đổi tên vào năm 1990), sân hiện nay có sức chứa 50.000 người (34.700 chỗ ngồi). Sân được xây vào năm 1928 và được biết tới với tên Stadion der Hitler-Jugend từ năm 1933 tới 1945. Ban đầu sân có sức chứa 40.000 người, nó được mở rộng vào năm 1965 và tăng lên thành 65.000 và được sử dụng để tổ chức trận chung kết Siêu cúp châu Âu vào năm 1967 giữa Rangers và FC Bayern München, đội bóng Đức thắng 1-0.
Cơ sở vật chất được cung cấp thêm để chuẩn bị cho Giải vô địch bóng đá thế giới 1974 và một lần nữa gần đây để tăng sức chứa lên thành 45.000 chỗ ngồi cho 4 trận đấu ở vòng bảng và một trận ở vòng 16 đội của Giải vô địch bóng đá thế giới 2006.
Sân Frankenstadion từ năm 2006 được đổi tên thành Sân vận động Easy Credit theo một thoả thuận với một ngân hàng địa phương. Cái tên của sân mà các fan của đội bóng muốn nhất là đặt theo tên của huyền thoại Max Morlock, nhưng họ phải chờ tới ít nhất là 6 năm nữa để điều đó xảy ra, bởi đó là một quãng thời gian theo sự thoả thuận. 

## Cựu cầu thủ và huấn luyện viên nổi tiếng

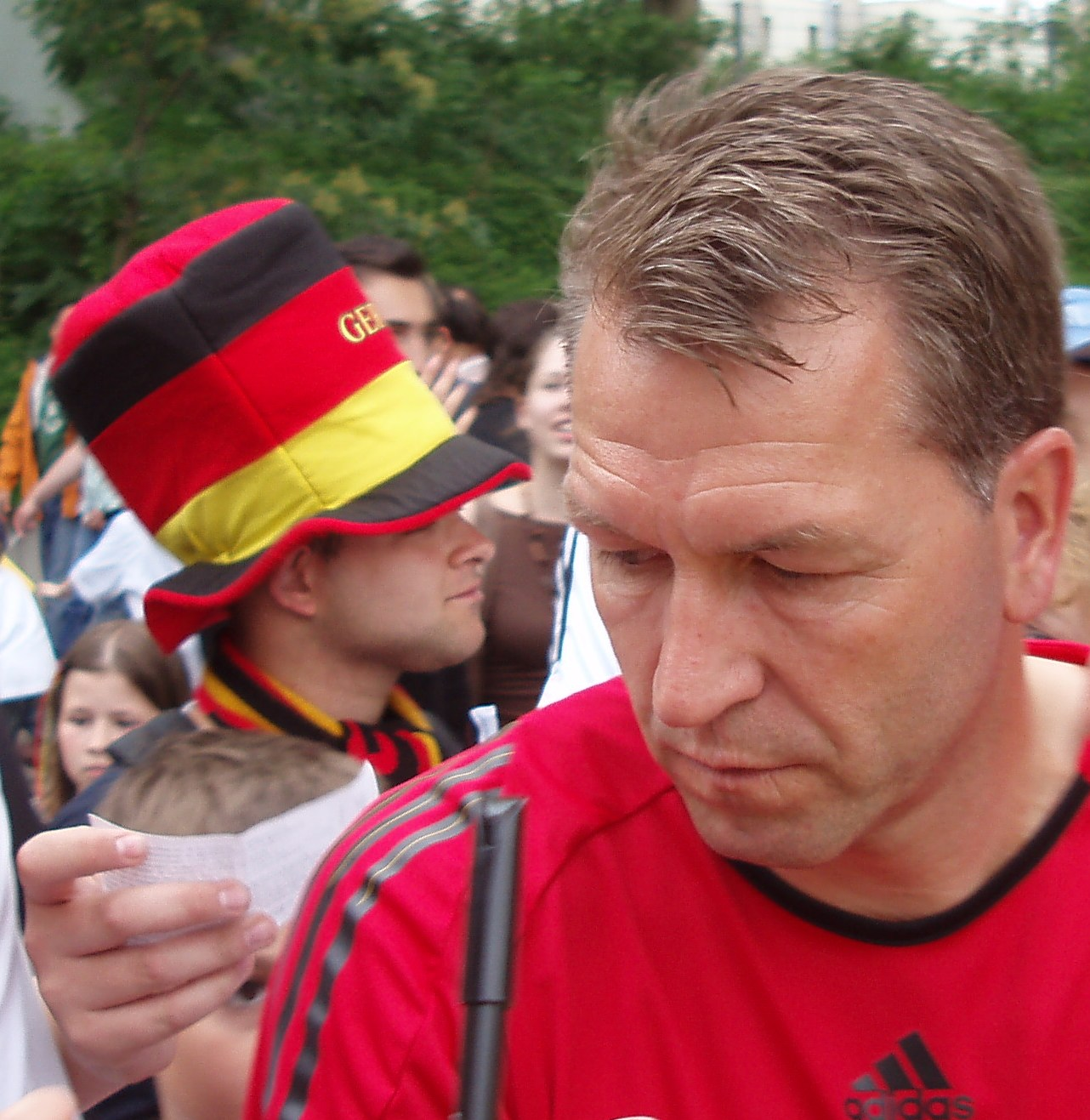
Andreas Köpke

| - Max Morlock - Heinrich Stuhlfauth - Andreas Köpke - Stefan Reuter - Norbert Eder - Dieter Eckstein - Georg Volkert - Ferdinand Wenauer - Heinz Strehl - Franz Brungs - Andreas Ottl | Chỉ có một quãng thời gian ngắn chơi cho đội bóng, nhưng họ cũng là những cầu thủ nổi tiếng: - Mario Cantaluppi, Tuyển thủ Thuỵ Sĩ - Jacek Krzynówek, Tham dự World Cup 2002, 2006 - Samuel Osei Kuffour, Vô địch cúp châu Âu năm 2001 cùng Bayern, Cầu thủ xuất sắc nhất năm của châu Phi - Uli Hoeneß, từ Bayern, vô địch World Cup 1974, từng chơi 11 trận ở mùa giải 1978/79 - Horst Blankenburg, vô địch cúp châu Âu cùng Ajax ở đầu những năm 1970 - Robert Kovač - Tony Sanneh - Jan Koller - Tomáš Galásek - Pavel Kuka - Róbert Vittek - Ivan Saenko - Angelos Charisteas - Hasebe Makoto |

Những huấn luyện viên nổi tiếng nhất thời kì sau này có thể kể đến
| - Franz "Bimbo" Binder - Max Merkel - Zlatko Cajkovski - Hans Tilkowski - Horst Buhtz - Kuno Klötzer | - Arie Haan - Rainer Zobel - Felix Magath - Klaus Augenthaler - Hans Meyer - Thomas von Heesen |

### Các huấn luyện viên trong lịch sử (từ năm 1963)
- 07.01.1963 - 10.30.1963 Herbert Widmayer
- 11.01.1963 - 06.30.1964 Jeno Csaknady
- 07.01.1964 - 06.30.1965 Gunter Baumann
- 07.01.1965 - 11.07.1966 Jeno Csaknady
- 11.08.1966 - 12.31.1966 Jenő Vincze
- 01.03.1967 - 03.24.1969 Max Merkel
- 03.25.1969 - 04.12.1969 Robert Körner
- 04.13.1969 - 06.30.1970 Kuno Klötzer
- 07.01.1970 - 06.30.1971 Thomas Barthel
- 07.01.1971 - 08.01.1971 Slobodan Mihajlovic
- 08.02.1971 - 12.05.1971 Fritz Langner
- 12.06.1971 - 06.30.1973 Zlatko Čajkovski
- 07.01.1973 - 06.30.1976 Hans Tilkowski
- 07.01.1976 - 05.19.1978 Horst Buhtz
- 05.20.1978 - 12.20.1978 Werner Kern
- 12.21.1978 - 06.30.1979 Robert Gebhardt
- 07.01.1979 - 08.18.1979 Jeff Vliers
- 08.19.1979 - 06.30.1980 Robert Gebhardt
- 07.01.1980 - 03.03.1981 Horst Heese
- 03.04.1981 - 05.26.1981 Fritz Popp
- 05.27.1981 - 06.30.1981 Fred Hoffmann
- 07.01.1981 - 09.08.1981 Heinz Elzner
- 09.09.1981 - 10.25.1983 Udo Klug
- 10.26.1983 - 12.06.1983 Rudi Kröner
- 12.07.1983 - 12.31.1983 Fritz Popp
- 01.01.1984 - 06.30.1988 Heinz Höher
- 07.01.1988 - 04.09.1990 Hermann Gerland
- 04.10.1990 - 06.30.1990 Dieter Lieberwirth
- 07.01.1990 - 06.30.1991 Arie Haan
- 07.01.1991 - 11.09.1993 Willi Entenmann
- 11.10.1993 - 01.02.1994 Dieter Renner
- 01.03.1994 - 12.31.1994 Rainer Zobel
- 01.01.1995 - 06.30.1995 Günter Sebert
- 07.01.1995 - 04.30.1996 Hermann Gerland
- 05.01.1996 - 08.30.1997 Willi Entenmann
- 09.01.1997 - 06.30.1998 Felix Magath
- 07.01.1998 - 11.30.1998 Willi Reimann
- 12.01.1998 - 12.31.1998 Thomas Brunner
- 01.01.1999 - 02.18.2000 Friedel Rausch
- 02.19.2000 - 03.02.2000 Thomas Brunner
- 03.03.2000 - 04.29.2003 Klaus Augenthaler
- 04.30.2003 - 10.31.2005 Wolfgang Wolf
- 11.01.2005 - 11.08.2005 Dieter Lieberwirth
- 11.09.2005 - 02.11.2008 Hans Meyer
- 02.12.2008 - 08.28.2008 Thomas von Heesen
- 08.02.2008 - 21.12.2009 Michael Oenning
- 22.12.2009 - 31.12.2012 Dieter Hecking
- 01.01.2013 - ngày nay Michael Wiesinger

## Đội hình hiện tại

### Đội 1
Tính đến 30 tháng 10 năm 2015
Ghi chú: Quốc kỳ chỉ đội tuyển quốc gia được xác định rõ trong điều lệ tư cách FIFA. Các cầu thủ có thể giữ hơn một quốc tịch ngoài FIFA.
| Số | VT | Quốc gia     | Cầu thủ                                    |
| -- | -- | ------------ | ------------------------------------------ |
| 1  | TM | Đức          | Jan Reichert                               |
| 2  | HV | Đan Mạch     | Oliver Villadsen                           |
| 3  | HV | Brasil       | Danilo Soares                              |
| 4  | HV | Đức          | Finn Jeltsch                               |
| 6  | TV | Đức          | Florian Flick                              |
| 7  | TV | Đức          | Florian Pick                               |
| 8  | TV | Đức          | Taylan Duman                               |
| 9  | TĐ | Hy Lạp       | Stefanos Tzimas (on loan from PAOK)        |
| 10 | TV | Đức          | Julian Justvan                             |
| 11 | TV | Nhật Bản     | Kanji Okunuki                              |
| 14 | TĐ | Đức          | Benjamin Goller                            |
| 17 | TV | Đức          | Jens Castrop                               |
| 18 | TV | Đức          | Rafael Lubach                              |
| 19 | TV | Cộng hòa Séc | Michal Ševčík (on loan from Sparta Prague) |
| 20 | TV | Đức          | Caspar Jander                              |
| 21 | HV | Thổ Nhĩ Kỳ   | Berkay Yılmaz (on loan from Freiburg)      |

| Số | VT | Quốc gia     | Cầu thủ                           |
| -- | -- | ------------ | --------------------------------- |
| 22 | HV | Đức          | Enrico Valentini (captain)        |
| 23 | TĐ | Đức          | Janni Serra (on loan from Aarhus) |
| 26 | TM | Đức          | Christian Mathenia                |
| 29 | HV | Đức          | Tim Handwerker                    |
| 30 | TĐ | Azerbaijan   | Mahir Emreli                      |
| 31 | HV | Đức          | Robin Knoche                      |
| 32 | TV | Đức          | Tim Janisch                       |
| 34 | TĐ | Đức          | Dustin Forkel                     |
| 35 | TV | Đức          | Simon Joachims                    |
| 36 | TĐ | Đức          | Lukas Schleimer                   |
| 37 | TM | Slovakia     | Michal Kukučka                    |
| 38 | TV | Đức          | Winners Osawe                     |
| 39 | TM | Đức          | Nicolas Ortegel                   |
| 43 | HV | Đức          | Jannik Hofmann                    |
| 44 | HV | Cộng hòa Séc | Ondřej Karafiát                   |

### Cho mượn
Ghi chú: Quốc kỳ chỉ đội tuyển quốc gia được xác định rõ trong điều lệ tư cách FIFA. Các cầu thủ có thể giữ hơn một quốc tịch ngoài FIFA.
| Số | VT | Quốc gia | Cầu thủ                                   |
| -- | -- | -------- | ----------------------------------------- |
| —  | HV | Đức      | Tobias Pachonik (tại Stuttgarter Kickers) |